# Combattant espagnol

Le Combattant espagnol est une race de poule domestique, qui comme son nom l'indique est élevée pour les combats de coqs.

## Description
Tant par sa taille que par sa forme, ses proportions corporelles, la distribution de son plumage ou son agressivité, le Combattant Espagnol est celui qui rappelle le mieux le coq sauvage qui se trouve toujours en liberté dans les forêts d'Indochine.
C'est une petite volaille rustique et vive, à queue portée plutôt basse. Les coqs adultes doivent posséder de longs ergots pointus.
Chez la variété à crête simple, la crête et barbillons du coq coupés à l'âge de 6-7 mois pour les combats. Le plus important chez cette race est l'aptitude au combat. 

### Origine
D'origine incertaine, la présence de coqs de combat en Espagne et la tenue de combats remonte à 3000 ans.
Les peuples qui ont visité l'Espagne (Phéniciens, Carthaginois, Grecs, Romains) ont laissé leurs coqs de combat et la passion des combats. 
Il est évident que le Combattant Espagnol n'a pas son origine dans le Combattant Malais ou assimilés ou les combattants de la Grèce antique qui sont tous des oiseaux très grands. 

### Standard officiel
- Masse idéale : Coq : 1,5 à 2 kg ; Poule : 1 à 1,5 kg
- Crête : simple ou frisée
- Oreillons : rouges
- Couleur des yeux : brun jaunâtre
- Variétés de plumage : doré, argenté, cenizos, jabados, pintos, melados, blanc
- Œufs à couver : min. 45 grammes, coquille crème
- Diamètre des bagues : Coq : 16mm ; Poule : 14 mm

## Sources
- Le Standard officiel des volailles (Poules, oies, dindons, canards et pintades), édité par la SCAF.